# Codice penale
Un codice penale è una raccolta contenente i principî fondamentali su cui si fonda il sistema legislativo penale di una particolare giurisdizione. Tipicamente un codice penale conterrà reati riconosciuti nella giurisdizione, sanzioni che potrebbero essere imposte per questi reati e alcune disposizioni generali (come definizioni e divieti di perseguimento retroattivo).

## Codici penali nel mondo
I codici penali sono relativamente comuni nelle giurisdizioni di civil law, che tendono a costruire sistemi legali attorno a codici e principi che sono relativamente astratti e ad applicarli caso per caso. Al contrario, non sono così comuni nelle giurisdizioni di common law; ad esempio in Inghilterra e Galles il progetto degli anni sessanta di adottare un codice penale è stato abbandonato nel 2008. Nel 2009 comunque il progetto è stato ripreso.
In Irlanda dal 2007 al 2010 si è riunito il Criminal Law Codification Advisory Committee e il suo progetto di codice penale e commento è stato pubblicato nel 2011.
Negli Stati Uniti esiste un Model Penal Code che non è di per sé legge ma che fornisce la base per il diritto penale di molti stati. I singoli stati spesso scelgono di utilizzare codici penali che sono spesso basati, in misura variabile, su questo Model Code. Il titolo 18 del codice degli Stati Uniti è il codice penale per i crimini federali. Tuttavia, il titolo 18 non contiene molte delle disposizioni generali in materia di diritto penale che si trovano nei codici penali di molti paesi cosiddetti di civil law.
I codici penali sono generalmente supportati perché introducono coerenza nei sistemi giuridici e per rendere il diritto penale più accessibile alle persone non esperte di diritto. Un codice può aiutare a evitare il cosiddetto chilling effect (la riluttanza e la refrattarietà ad esercitare un proprio diritto per paura di sanzioni legali) in cui la legislazione e la giurisprudenza sembrano essere inaccessibili o al di là della comprensione per i non avvocati.
Al contrario i critici sostengono che i codici sono troppo rigidi e che non forniscono una flessibilità sufficiente affinché la legge sia efficace.
Il termine "codice penale" (code pénal) deriva dal codice penale francese del 1791.